# Alexander Besch
Alexander Besch (* 15. Oktober 1955 in Döbern) ist ein ehemaliger deutscher Fußballtorwart und eventuell auch Verteidiger. Er absolvierte für die BSG Energie Cottbus ein Spiel in der DDR-Oberliga.

## Karriere
Besch spielte in seiner Jugend bei der BSG Turbine Cottbus. Anschließend wechselte er 1970 zur BSG Energie Cottbus. Dort trat er für die zweite Mannschaft in der Bezirksliga Cottbus an. In der Oberliga-Saison 1975/76 kam Besch zu seinem ersten und einzigem Einsatz in der ersten Mannschaft. Er stand statt Andreas Wendt am 7. Spieltag gegen die BSG Wismut Aue in der Startelf. Das Spiel verlor Cottbus mit 3:1. Nach der Saison wechselte er zum FC Vorwärts Frankfurt (Oder), wo er bis 1978 blieb. Anschließend kehrte er für zwei Jahre zur BSG Energie Cottbus zurück und wurde wiederum nur in der Bezirksliga eingesetzt. Von 1980 bis 1989 spielte er bei der BSG Lokomotive Cottbus.